# The Rox Box/Roxette '86-'06
The Rox Box/Roxette '86-'06 je kompilacija hitova švedskog sastava Roxette, a objavljena u prigodi dvadeset godina djelovanja sastava. Nove pjesme na albumu (ujedno i singlovi) su "One Wish" i "Reveal". Album sadrži i pjesmu "Neverending Love", njihov prvi singl zajedno snimljen. Album se sastoji od četiri CD-a i dva DVD-a.

## Popis pjesama

### CD 1
1. "Neverending Love" (singl s albuma Pearls of Passion) - 3.27
2. "Secrets That She Keeps" (s albuma Pearls of Passion) - 3:41
3. "Goodbye to You" (singl s albuma Pearls of Passion) - 4:00
4. "Soul Deep" (singl s albuma Pearls of Passion) - 3:33
5. "The Look" (singl s albuma Look Sharp!) - 3:57
6. "Dressed for Success" (singl s albuma Look Sharp!) - 4:12
7. "Sleeping Single" (s albuma Look Sharp!) - 4:38
8. "Paint" (s albuma Sharp!) - 3:32
9. "Dangerous" (singl s albuma Look Sharp!) - 3:51
10. "Listen to Your Heart" (singl s albuma Look Sharp!) - 5:15
11. "The Voice" (B-strana singla "Fingertips '93"; neobjavljeno na albumu Look Sharp!) - 4:16
12. "Cry" (Demo) - 5:09
13. "It Must Have Been Love" (singl iz filma Pretty Woman) - 4:19
14. "Joyride" (singl s albuma Joyride) - 4:01
15. "Fading Like a Flower (Every Time You Leave)" (singl s albuma Joyride) - 3:53
16. "Spending My Time" (singl s albuma Joyride) - 4:36
17. "Watercolours in the Rain" (s albuma Joyride) - 3:39
18. "Church of Your Heart" (singl s albuma Joyride) - 3:23
19. "Perfect Day" (s albuma Joyride) - 4:06

### CD 2
1. "The Big L" (singl s albuma Joyride) - 4:28
2. "(Do You Get) Excited?" (s albuma Joyride) - 4:17
3. "Things will never be the same" (s albuma Joyride) - 4:28
4. "The Sweet Hello, The Sad Goodbye" (B-strana singla "Spending My Time"; neobjavljeno na albumu Joyride) - 3:48
5. "Love Spins" (Demo) - 3:31
6. "Seduce Me" (B-side to "June Afternoon"; Demo) - 3:56
7. "How Do You Do!" (singl s albuma Tourism) - 3:11
8. "The Heart Shaped Sea" (s albuma Tourism) - 4:32
9. "The Rain" (s albuma Tourism) - 4:50
10. "Never Is a Long Time" (s albuma Tourism) - 3:46
11. "Silver Blue" (s albuma Tourism) - 4:08
12. "Come Back (Before You Leave)" (s albuma Tourism) - 4:32
13. "Queen of Rain" (singl s albuma Tourism) - 4:56
14. "Almost Unreal" (singl iz filma Super Mario Bros.) - 3:58
15. "Sleeping in My Car" (singl s albuma from Crash! Boom! Bang!') - 3:34
16. "Crash! Boom! Bang!" (singl s albuma from Crash! Boom! Bang!) - 4:28
17. "Vulnerable" (singl s albuma Crash! Boom! Bang!) - 4:29
18. "The First Girl on the Moon" (s albuma Crash! Boom! Bang!) - 2:57
19. "I'm Sorry" (s albuma Crash! Boom! Bang!) - 3:11

### CD 3
1. "Run to You" (singl s albuma Crash! Boom! Bang!) - 3:38
2. "See Me" (B-strana singla "Salvation"; neobjavljeno na albumu Crash! Boom! Bang!) - 3:45
3. "June Afternoon" (singl s albuma Don't Bore Us, Get to the Chorus! - Roxette's Greatest Hits!) - 4:11
4. "You Don't Understand Me" (singl s albuma Don't Bore Us, Get to the Chorus!) - 4:27
5. "She Doesn't Live Here Anymore" (singl s albuma Don't Bore Us, Get to the Chorus!) - 4:04
6. "I Don't Want To Get Hurt" (s albuma Don't Bore Us, Get to the Chorus!) - 4:17
7. "Always Breaking My Heart" (Demo) - 3:07
8. "Help" (From the Abbey Road Sessions) - 2:57
9. "Wish I Could Fly" (singl s albuma Have a Nice Day) - 4:42
10. "You Can't Put Your Arms Around What's Already Gone" (s albuma Have a Nice Day) - 3:33
11. "Waiting for the Rain" (s albuma Have a Nice Day) - 3:38
12. "Anyone" (singl s albuma Have a Nice Day) - 4:32
13. "Stars" (singl s albuma Have a Nice Day) - 3:57
14. "Salvation" (singl s albuma Have a Nice Day) - 4:38
15. "Cooper" (s albuma Have a Nice Day) - 4:20
16. "Beautiful Things" (s albuma Have a Nice Day) - 3:50
17. "It Hurts" (neobjavljeno na albumu Have a Nice Day) - 3:52
18. "Little Miss Sorrow" (s albuma The Pop Hits; neobjavljeno na albumu Have a Nice Day) - 3:57
19. "Happy Together" (B-strana singla "Wish I Could Fly"; neobjavljeno na albumu Have a Nice Day) - 3:56
20. "Staring at the Ground" (Demo) - 3:50

### CD 4
1. "7Twenty7" (Demo; B-side to "Stars") - 3:27
2. "It Will Take a Long Long Time" (s albuma Have A Nice Day; B-strana singla "Real Sugar") - 3:59
3. "Anyone/I Love How You Love Me" (Demo) - 4:12
4. "Myth" (Demo) - 4:25
5. "New World" (Demo) - 4:38
6. "Better Off on Her Own" (Demo) - 2:51
7. "Real Sugar" (singl s albuma from Room Service) - 3:17
8. "The Centre of the Heart (Is a Suburb to the Brain)" (singl s albuma Room Service) - 3:23
9. "Milk and Toast and Honey" (singl s albuma Room Service) - 4:04
10. "Jefferson" (s albuma Room Service) - 3:58
11. "Little Girl" (s albuma Room Service) - 3:39
12. "The Weight of the World" (neobjavljeno na albumu Room Service) - 2:52
13. "Every Day" (neobjavljeno na albumu Room Service) - 3:25
14. "Bla Bla Bla Bla Bla (You Broke My Heart)" (Demo) - 4:36
15. "A Thing About You" (singl s albuma The Ballad Hits) - 3:49
16. "Breathe" (s albuma Ballad Hits) - 4:34
17. "Opportunity Nox" (singl s albuma The Pop Hits) - 3:01
18. "All I Ever Wanted" (Demo) - 4:16
19. "One Wish" (singl snimljen 2006.) - 3:03
20. "Reveal" (singl snimljen 2006.) - 3:43

### DVD 1 (nastup na emisiji MTV Unplugged)
1. "The Look" - 4:59
2. "Queen Of Rain" - 5:45
3. "Hotblooded" - 3:51
4. "Interview" - 0:32
5. "I Never Loved A Man (The way I Love You)" - 4:41
6. "It Must Have Been Love" - 5:08
7. "Fingertips" - 3:30
8. "Interview" - 0:28
9. "Heart Of Gold" - 4:00
10. "Church Of Your Heart" - 3:00
11. "Listen To Your Heart" - 3:49
12. "Interview" - 0:25
13. "Here Comes The Weekend" - 4:05
14. "Joyride" - 5:53
15. "So You Wanna Be A Rock 'N' Roll Star" - 2:47
16. "Dangerous" - 4:46
17. "Spending My Time" - 4:48
18. "The Heart Shaped Sea" - 4:25
19. "Cry" - 2:33
20. "Watercolours in the Rain" - 4:08
21. "Surrender" - 3:25
22. "Fading Like A Flower (Every Time You Leave)" - 3:44
23. "Perfect Day" - 4:21

### DVD 2
1. "Neverending Love"
2. "Soul Deep"
3. "I Call Your Name"
4. "Chances"
5. "The Look"
6. "Dressed For Success"
7. "Listen to Your Heart"
8. "Dangerous"
9. "It Must Have Been Love"
10. "Joyride"
11. "Fading Like a Flower (Every Time You Leave)"
12. "Spending My Time"
13. "(Do you Get) Excited"
14. "Church of Your Heart"
15. "The Big L."
16. "How Do You Do!"
17. "Queen of Rain"
18. "Almost Unreal"
19. "Fingertips '93"
20. "Fireworks"
21. "Sleeping In My Car"
22. "Crash! Boom! Bang!"
23. "Run to You"
24. "Vulnerable"
25. "June Afternoon"
26. "You Don't Undestand Me"
27. "She Doesn't Live Here Anymore"
28. "Un Dia Sin Ti" ("Spending My Time")
29. "Wish I Could Fly"
30. "Stars"
31. "Salvation"
32. "Anyone"
33. "Real Sugar"
34. "The Centre of the Heart"
35. "Milk and Toast and Honey"
36. "A Thing About You"
37. "Opportunity Nox"